# Infiniti Pro Series 2003
De Infiniti Pro Series 2003 was het achttiende kampioenschap van de Indy Lights.

## Teams en rijders
Alle teams reden met een Dallara IPS-chassis en met een 3.5 L Infiniti V8-motor.
| Team                             | Nr | Rijder              | Sponsor(s)                                               | Opmerkingen                                                               |
| -------------------------------- | -- | ------------------- | -------------------------------------------------------- | ------------------------------------------------------------------------- |
| Brian Stewart Racing             | 3  | Marty Roth          |                                                          | Reed in Homestead, Phoenix, Chicago, Californië en Texas                  |
| Brian Stewart Racing             | 3  | Jonathan Urlin      | Budget Rent-A-Car of Canada                              | Reed in Homestead, Phoenix, Chicago, Californië en Texas                  |
| Brian Stewart Racing             | 33 | Jonathan Urlin      | Budget Rent-A-Car of Canada                              | Reed de eerste twee races                                                 |
| Brian Stewart Racing             | 33 | Craig Dollansky     | VMAC / Karavan Trailers / FattFro Msrp.                  | Reed alleen in Indianapolis                                               |
| Brian Stewart Racing             | 33 | Dave Steele         | Curb Records                                             | Reed alleen in Nashville                                                  |
| Brian Stewart Racing             | 33 | Marty Roth          |                                                          | Reed alleen in Michigan                                                   |
| Brian Stewart Racing             | 33 | Paul Dana           | Ethanol / St. Louis Cardinals                            | Reed in Madison, Kentucky, Chicago en Californië                          |
| Brian Stewart Racing             | 33 | Tony Turco          |                                                          | Reed alleen in Texas                                                      |
| Panther Racing                   | 4  | Mark Taylor         | Fulmar Panther                                           |                                                                           |
| Panther Racing                   | 41 | Dane Carter         |                                                          | Reed alleen in Texas                                                      |
| Sinden Racing Service            | 5  | Arie Luyendyk jr.   | Grill 2 Go / Smith & Wesson                              |                                                                           |
| Sam Schmidt Motorsports          | 6  | Lloyd Mack          | On-Line Financial / Barstow                              | Reed alleen de eerste race                                                |
| Sam Schmidt Motorsports          | 6  | Marco Cioci         |                                                          | Reed alleen in Indianapolis                                               |
| Sam Schmidt Motorsports          | 6  | Ross Fonferko       | JR & Associates                                          | Reed in Nashville en Michigan                                             |
| Sam Schmidt Motorsports          | 9  | Tom Wood            | Super 8 Motels / Trailblazer Drilling / Savanna Energy   | Reed de eerste negen races                                                |
| Sam Schmidt Motorsports          | 9  | Taylor Fletcher     | Empress Casino / Olive Crest Foundation                  | Reed de laatste drie races                                                |
| Sam Schmidt Motorsports          | 99 | Brandon Erwin       | Natural Golf / Casino Queen / Raymond James & Associates | Reed de eerste negen races                                                |
| Sam Schmidt Motorsports          | 99 | Marco Cioci         | Empress Casino                                           | Reed alleen in Chicago                                                    |
| Sam Schmidt Motorsports          | 99 | Brad Pollard        | Natural Golf / Arrow Karts / Motorsport Ranch            | Reed alleen in Californië en Texas                                        |
| REV 1 Racing                     | 8  | Ronnie Johncox      | REV 1 Racing Special                                     | Reed de eerste drie races                                                 |
| Bowes Seal Fast Racing           | 37 | Billy Roe           | Bowes Seal Fast / Hoosier Wholesale Automotive           | Reed alleen in Indianapolis                                               |
| Bowes Seal Fast Racing           | 11 | Rolando Quintanilla | Bowes Automotive Products                                | Reed alleen in Indianapolis                                               |
| Roquin Motorsports               | 11 | Rolando Quintanilla |                                                          | Reed alleen in Texas                                                      |
| Beardsley Motorsports            | 12 | Matt Beardsley      | Alpine Bank / Old Republic Land Title                    | Reed de eerste zeven races en de laatste twee races                       |
| A.J. Foyt Enterprises            | 14 | Ed Carpenter        | Futaba / Delphi                                          |                                                                           |
| Keith Deusenberg Racing          | 20 | Paul Dana           | Western Union Speed Team                                 |                                                                           |
| Kenn Hardley Racing              | 24 | Paul Dana           | Ethanol / Team ISI                                       | Reed de eerste zeven races                                                |
| Kenn Hardley Racing              | 24 | Moses Smith         | Team ISI                                                 | Reed alleen in Madison                                                    |
| Kenn Hardley Racing              | 24 | Billy Roe           | Team ISI                                                 | Reed de laatste vier races                                                |
| AFS Racing                       | 25 | Scott Harrington    |                                                          | Reed alleen in Indianapolis                                               |
| AFS Racing                       | 25 | G.J. Mennen jr.     | Automatic Fire Sprinklers                                | Reed in Kansas, Michigan, Madison, Kentucky, Chicago, Californië en Texas |
| AFS Racing                       | 27 | Gary Peterson       | Automatic Fire Sprinklers                                | Reed alleen niet in Madison                                               |
| Genoa Racing                     | 36 | Thiago Medeiros     |                                                          |                                                                           |
| Hemelgarn 91/Johnson Motorsports | 91 | Aaron Fike          | RFMS                                                     | Reed alleen niet in Phoenix                                               |
| Hemelgarn 91/Johnson Motorsports | 91 | Tony Ave            | RFMS                                                     | Reed alleen in Phoenix                                                    |
| Hemelgarn 91/Johnson Motorsports | 92 | Cory Witherill      | WSA Healthcare                                           |                                                                           |

## Races
| Race | Datum        | Race Naam                   | Circuit                          | Locatie           |
| ---- | ------------ | --------------------------- | -------------------------------- | ----------------- |
| 1    | 2 Maart      | Western Union 100           | Homestead-Miami Speedway         | Homestead, FL     |
| 2    | 22 Maart     | Phoenix 100                 | Phoenix International Raceway    | Phoenix, AZ       |
| 3    | 18 Mei       | Freedom 100                 | Indianapolis Motor Speedway      | Speedway, IN      |
| 4    | 14 Juni      | Pikes Peak 100              | Pikes Peak International Raceway | Fountain, CO      |
| 5    | 6 Juli       | Aventis Racing for Kids 100 | Kansas Speedway                  | Kansas, KS        |
| 6    | 18 Juli      | Cleanevent 100              | Nashville Superspeedway          | Wilson County, TN |
| 7    | 27 Juli      | Michigan 100                | Michigan International Speedway  | Brooklyn, MI      |
| 8    | 9 Augustus   | Gateway 100                 | Gateway International Raceway    | Madison, IL       |
| 9    | 16 Augustus  | Kentucky 100                | Kentucky Speedway                | Sparta, KY        |
| 10   | 6 September  | Chicagoland 100             | Chicagoland Speedway             | Joliet, IL        |
| 11   | 20 September | California 100              | California Speedway              | Fontana, CA       |
| 12   | 11 Oktober   | dreamserscandles.com 100    | Texas Motor Speedway             | Fort Worth, TX    |

## Race resultaten
| Race | Race Naam    | Pole positie      | Snelste ronde  | Meeste ronden aan de leiding | Winnende rijder | Winnende team           |
| ---- | ------------ | ----------------- | -------------- | ---------------------------- | --------------- | ----------------------- |
| 1    | Homestead    | Thiago Modeiros   | Mark Taylor    | Mark Taylor                  | Mark Taylor     | Panther Racing          |
| 2    | Phoenix      | Mark Taylor       | Mark Taylor    | Mark Taylor                  | Mark Taylor     | Panther Racing          |
| 3    | Indianapolis | Ed Carpenter      | Ed Carpenter   | Ed Carpenter                 | Ed Carpenter    | A.J. Foyt Enterprises   |
| 4    | Pikes Peak   | Jeff Simmons      | Cory Witherill | Aaron Fike                   | Aaron Fike      | Sam Schmidt Motorsports |
| 5    | Kansas       | Ed Carpenter      | Aaron Fike     | Ed Carpenter                 | Mark Taylor     | Panther Racing          |
| 6    | Nashville    | Mark Taylor       | Brandon Erwin  | Mark Taylor                  | Mark Taylor     | Panther Racing          |
| 7    | Michigan     | Arie Luyendyk jr. | Matt Beardsley | Mark Taylor                  | Mark Taylor     | Panther Racing          |
| 8    | Gateway      | Brandon Erwin     | Mark Taylor    | Mark Taylor                  | Jeff Simmons    | Keith Deusenberg Racing |
| 9    | Kentucky     | Jeff Simmons      | Ed Carpenter   | Jeff Simmons                 | Jeff Simmons    | Keith Deusenberg Racing |
| 10   | Chicagoland  | Ed Carpenter      | G. J. Mennen   | Ed Carpenter                 | Mark Taylor     | Panther Racing          |
| 11   | California   | Mark Taylor       | Ed Carpenter   | Mark Taylor                  | Mark Taylor     | Panther Racing          |
| 12   | Texas        | Arie Luyendyk jr. | Marty Roth     | Arie Luyendyk jr.            | Thiago Medeiros | Genoa Racing            |

## Uitslagen
| Pos | Rijder              | HMS | PHX | INDY | PIK | KAN | NSH | MIC | GIR | KTY | CHI | FON | TXS | Punten |
| --- | ------------------- | --- | --- | ---- | --- | --- | --- | --- | --- | --- | --- | --- | --- | ------ |
| 1   | Mark Taylor         | 1*  | 1*  | 3    | 5   | 1   | 1*  | 1*  | 9*  | DNS | 1   | 1*  | 14  | 482    |
| 2   | Jeff Simmons        | 14  | 5   | 4    | 2   | 14  | 4   | 2   | 1   | 1*  | 3   | 8   | 2   | 407    |
| 3   | Ed Carpenter        | 15  | 13  | 1*   | 4   | 2*  | 13  | 7   | 4   | 5   | 2*  | 2   | 4   | 377    |
| 4   | Thiago Medeiros     | 2   | 2   | 19   | 6   | 7   | 5   | 3   | 11  | 3   | 9   | 3   | 1   | 371    |
| 5   | Cory Witherill      | 12  | 9   | 2    | 12  | 5   | 6   | 15  | 2   | 2   | 6   | 9   | 3   | 336    |
| 6   | Aaron Fike          | 8   |     | 6    | 1*  | 4   | 14  | 4   | 6   | 6   | 5   | 6   | 5   | 328    |
| 7   | Arie Luyendyk jr.   | 4   | 10  | 15   | 3   | 12  | 9   | 11  | 3   | 4   | 4   | 10  | 13* | 299    |
| 8   | Tom Wood            | 6   | 15  | 13   | 10  | 3   | 2   | 5   | 5   | 10  |     |     |     | 235    |
| 9   | Paul Dana           | 13  | 6   | 7    | DNS | 13  | 7   | 10  | 7   | 8   | 13  | 14  |     | 234    |
| 10  | Gary Peterson       | 11  | 14  | 16   | 8   | 11  |     | 9   | DNS | 7   | 8   | 15  | 10  | 217    |
| 11  | Brandon Erwin       | 3   | 4   | 11   | 11  | 6   | 10  | 12  | 10  | 9   |     |     |     | 213    |
| 12  | Matt Beardsley      | 7   | 8   | 18   | 9   | 9   | 8   | 16  |     |     |     | 7   | 16  | 184    |
| 13  | G.J. Mennen jr.     |     |     |      |     | 8   |     | 8   | 8   | 11  | 7   | 4   | 7   | 175    |
| 14  | Jonathan Urlin      | 5   | 7   | 5    | 7   | 10  | 12  | 14  |     |     |     |     |     | 166    |
| 15  | Marty Roth          | 9   | 11  |      |     |     |     | 6   |     |     | 10  | 13  | 12  | 124    |
| 16  | Billy Roe           |     |     | 14   |     |     |     |     |     | 12  | 11  | 5   | 8   | 107    |
| 17  | Ronnie Johncox      | 10  | 12  | 8    |     |     |     |     |     |     |     |     |     | 62     |
| 18  | Ross Fonferko       |     |     |      |     |     | 3   | 16  |     |     |     |     |     | 52     |
| 19  | Rolando Quintanilla |     |     | 10   |     |     |     |     |     |     |     |     | 6   | 48     |
| 20  | Taylor Fletcher     |     |     |      |     |     |     |     |     |     | 14  | 12  | DNS | 47     |
| 21  | Marco Cioci         |     |     | 9    |     |     |     |     |     |     | 12  |     |     | 40     |
| 22  | Tony Ave            |     | 3   |      |     |     |     |     |     |     |     |     |     | 35     |
| 23  | Brad Pollard        |     |     |      |     |     |     |     |     |     |     | 11  | 15  | 34     |
| 24  | Dane Carter         |     |     |      |     |     |     |     |     |     |     |     | 9   | 22     |
| 25  | Dave Steele         |     |     |      |     |     |     |     |     |     |     |     | 11  | 19     |
| 25  | Tony Turco          |     |     |      |     |     |     |     |     |     |     |     | 11  | 19     |
| 27  | Scott Harrington    |     |     | 12   |     |     |     |     |     |     |     |     |     | 18     |
| 28  | Craig Dollansky     |     |     | 17   |     |     |     |     |     |     |     |     |     | 13     |
| Pos | Rijder              | HMS | PHX | INDY | PIK | KAN | NSH | MIC | GIR | KTY | CHI | FON | TXS | Punten |

| Kleur       | Resultaat                       |
| ----------- | ------------------------------- |
| Goud        | Winnaar                         |
| Zilver      | 2de plaats                      |
| Brons       | 3de plaats                      |
| Groen       | 4de en 5de plaats               |
| Lichtblauw  | 6de–10de plaats                 |
| Donkerblauw | Gefinisht (buiten de Top 10)    |
| Paars       | Niet gefinisht                  |
| Rood        | Niet gekwalificeerd (DNQ)       |
| Bruin       | Teruggetrokken (Wth)            |
| Zwart       | Gediskwalificeerd (DSQ)         |
| Wit         | Niet Gestart (DNS)              |
| Blank       | Nam geen deel aan de race (DNP) |
| Blank       | Niet geracet                    |

| Toegevoegde info    |                                                      |
| vet                 | Pole positie (1 punt)                                |
| cursief             | Snelste ronde                                        |
| *                   | Meeste ronden aan de leiding (2 punten)              |
| 1                   | Kwalificatie geannuleerd geen bonuspunten uitgedeeld |
| Rookie van het Jaar |                                                      |
| Rookie              |                                                      |

| Kleur       | Resultaat                       |
| ----------- | ------------------------------- |
| Goud        | Winnaar                         |
| Zilver      | 2de plaats                      |
| Brons       | 3de plaats                      |
| Groen       | 4de en 5de plaats               |
| Lichtblauw  | 6de–10de plaats                 |
| Donkerblauw | Gefinisht (buiten de Top 10)    |
| Paars       | Niet gefinisht                  |
| Rood        | Niet gekwalificeerd (DNQ)       |
| Bruin       | Teruggetrokken (Wth)            |
| Zwart       | Gediskwalificeerd (DSQ)         |
| Wit         | Niet Gestart (DNS)              |
| Blank       | Nam geen deel aan de race (DNP) |
| Blank       | Niet geracet                    |

| Toegevoegde info    |                                                      |
| vet                 | Pole positie (1 punt)                                |
| cursief             | Snelste ronde                                        |
| *                   | Meeste ronden aan de leiding (2 punten)              |
| 1                   | Kwalificatie geannuleerd geen bonuspunten uitgedeeld |
| Rookie van het Jaar |                                                      |
| Rookie              |                                                      |

| Positie | 1  | 2  | 3  | 4  | 5  | 6  | 7  | 8  | 9  | 10 | 11 | 12 | 13 | 14 | 15 | 16 | 17 | 18 | 19 | 20 | 21 | 22 | 23 | 24 | 25 | 26 | 27 | 28 | 29 | 30 | 31 | 32 | 33 |
| ------- | -- | -- | -- | -- | -- | -- | -- | -- | -- | -- | -- | -- | -- | -- | -- | -- | -- | -- | -- | -- | -- | -- | -- | -- | -- | -- | -- | -- | -- | -- | -- | -- | -- |
| Punten  | 50 | 40 | 35 | 32 | 30 | 28 | 26 | 24 | 22 | 20 | 19 | 18 | 17 | 16 | 15 | 14 | 13 | 12 | 11 | 10 | 9  | 8  | 7  | 6  | 5  | 4  | 3  | 3  | 3  | 3  | 3  | 3  | 3  |

1986 ·
1987 ·
1988 ·
1989 ·
1990 ·
1991 ·
1992 ·
1993 ·
1994 ·
1995 ·
1996 ·
1997 · 
1998 ·
1999 ·
2000 ·
2001 ·
2002 ·
2003 ·
2004 ·
2005 ·
2006 ·
2007 ·
2008 ·
2009 ·
2010 ·
2011 ·
2012 ·
2013 ·
2014 ·
2015 ·
2016 ·
2017 ·
2018 ·
2019 ·
2020 ·
2021 ·
2022 ·
2023 ·
2024 ·
2025

Lijst van coureurs